# Cratere Bedivere
Bedivere è un cratere sulla superficie di Mimas.